# Policrate
Policrate (Samo, 574 a.C. – Magnesia al Meandro, 522 a.C.) fu dal 537 a.C. circa al 522 a.C. tiranno di Samo.

## Tirannide

### Ascesa
Nel 537 a.C. riuscì a prendere il controllo dell'isola in qualità di tiranno, abbattendo il potere dell'aristocrazia dei proprietari fondiari, i cosiddetti geomori. Paiono accertati suoi contatti con Pisistrato, tiranno in Atene nei medesimi anni (561 - 527 a.C.).

### Conquista dell'Egeo
Policrate tentò di rendere Samo una potenza regionale, instaurando alleanze con l'Egitto, in particolare il faraone Amasi e altre città-stato greche. Fu in grado di creare dal nulla una potente flotta commerciale e bellica. Grazie a questa flotta riuscì ad ottenere l'egemonia sul mare Egeo, ponendo sotto tributo numerosi popoli e paesi (l'isola di Taso in primis). L'egemonia di Policrate sull'Egeo fu tale da essere considerato da Erodoto (Storie III, 122) il primo dominatore dei mari che la storia ricordi.

### Samo sotto Policrate
Con le ingenti ricchezze accumulate attraverso il dominio dei mari, Policrate innalzò possenti mura attorno alla propria capitale e, per poterla approvvigionare d'acqua in caso d'assedio, evitò di far costruire un acquedotto, troppo vulnerabile all'uopo, optando per un condotto che attraversava un monte. Così venne realizzata un'opera d'ingegneria mirabile: la galleria di Eupalino, un tunnel sotterraneo lungo più di un chilometro, nella quale venne ricavata una condotta che trasportava l'acqua captata da numerose fonti e la convogliava in città. Policrate fece costruire anche un grande porto fortificato (oggi detto Pythagoreion), con due moli di 370 e 180 m, inserito nelle mura cittadine.
La tirannide di Policrate spinse vari cittadini di Samo a lasciare l'isola. Nel 531 a.C. un gruppo di fuggiaschi Samii si rifugiò in Magna Grecia. Chiesero ai cumani di potersi insediare in un loro luogo fortificato, ed ottenuto il permesso, fondarono su quel promontorio la loro città che chiamarono Dikaiarchèia (ossia "Città dal giusto governo"), che in epoca romana divenne Puteoli, l'odierna Pozzuoli. Nel 530 a.C. anche Pitagora lasciò Samo per trasferirsi in Magna Grecia, e precisamente a Crotone, dove fondò la sua scuola filosofica.
Numerosi furono anche gli atti di pirateria compiuti dagli ammiragli di Policrate: questa scomoda posizione sarebbe state la causa della sua rovina per mano dei persiani. Nei primi tempi, mantenne comunque buoni rapporti con l'Impero achemenide.

### Caduta
L'ascesa dell'Impero achemenide era però inarrestabile: da semplice vassallo del re Astiage di Media, il re persiano Ciro il Grande, nel 550 a.C. aveva sconfitto il re dei Medi e assorbito il regno di quest'ultimo nel suo. Nel 547 a.C. conquistò il regno di Lidia dopo aver battuto il re Creso; nel 538 a.C., senza combattere, una congiura aprì a Ciro le porte del regno di Babilonia e nei successivi anni riuscì a sottomettere anche tutte le colonie greche dell'Anatolia e della Tracia, e reso suo vassallo il regno di Macedonia. Dopo la morte di Ciro, il suo successore, Cambise, decise di attaccare l'Egitto, e Policrate fu costretto a prendere un partito: intuendo la maggiore potenza persiana, inviò a Cambise un contingente di navi che appoggiasse la conquista persiana dell'Egitto, fatto che avvenne nel 525 a.C. con la sconfitta del faraone Psammetico III a Pelusio.
Policrate, sicuro di ricavare qualche vantaggio nell'aver prestato il suo aiuto, sarebbe rimasto deluso dall'ingratitudine persiana. Questo fatto lo porterà a comportarsi male anche nei loro confronti, flagellando con la sua flotta l'intera costa anatolica dominata dai persiani.
Questi, attraverso il satrapo Orete, attirarono Policrate con l'inganno e dopo averlo catturato, dapprima lo torturarono e infine lo giustiziarono tramite crocefissione. Samo, perduto il suo carismatico capo, venne facilmente conquistata dai persiani nel 522 a.C.

## La leggenda

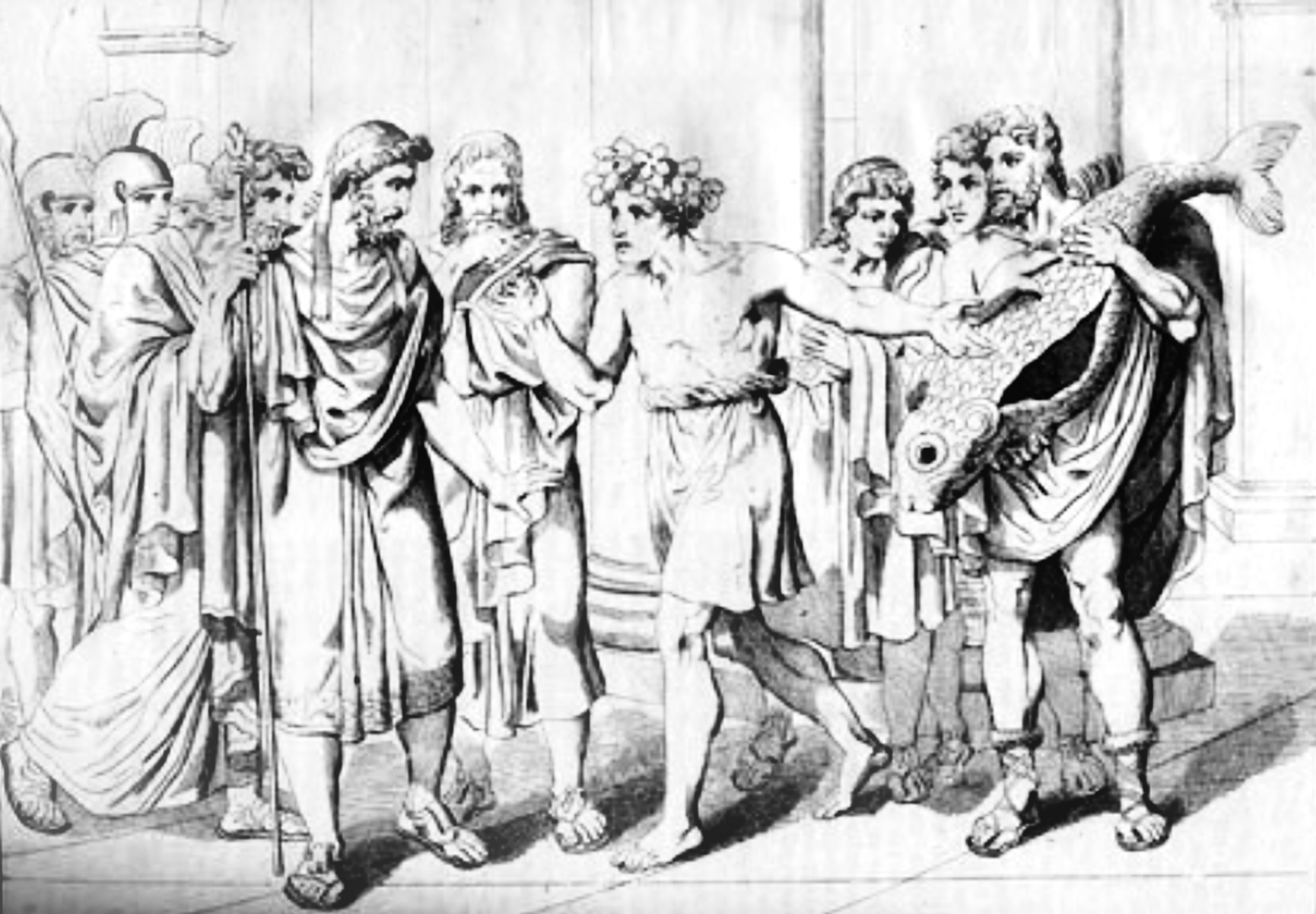
Illustrazione della leggenda dell'anello di Policrate

Policrate era famoso per la sua proverbiale ricchezza e per la sua fortuna.
Secondo la leggenda, ritenendo che un uomo troppo fortunato prima o poi sarebbe stato colpito da una grave sventura, Amasi chiese a Policrate di rinunciare a qualcosa di veramente prezioso, in modo che tale perdita rappresentasse una grande sventura e ne scongiurasse una peggiore. Policrate decise perciò di privarsi di un anello preziosissimo cui era molto affezionato e lo gettò in mare. Tempo dopo, un pescatore pescò un pesce di dimensioni notevoli e decise di farne dono a Policrate, ma, mentre i cuochi lo cucinavano, ritrovarono nella sua pancia l'anello che il tiranno aveva gettato in mare. Quando Amasi seppe che Policrate era riuscito a recuperare l'anello, capì che il tiranno era un uomo troppo fortunato e che prima o poi sarebbe stato colpito da una grave disgrazia; non volendo essere travolto anch'egli dalla rovina di Policrate, decise di rompere l'alleanza. Tempo dopo, i timori di Amasi si sarebbero avverati: nel 522 a.C., il satrapo persiano Orete attirò con l'inganno Policrate presso di sé e lo fece giustiziare mediante crocifissione. Da allora e per oltre un secolo i Persiani mantennero il controllo di Samo.